# ياسر ريان
ياسر ريان لاعب كرة قدم مصري سابق ومدرب حالي، من ناشئي نادي المنصورة ، ولاعب سابق للنادي الأهلي في فترة التسعينات وأفضل جناح أيمن عام 1994 ، وكان يشغل مركز الظهير الأيسر حيث اتصف بالسرعة الفائقة، إضافة إلى مهارته العالية، ويعمل حاليًا كمدير قطاع الناشئين بنادي نجوم المستقبل.

## مسيرته الكروية
انضم لنادي المنصورة تحت 14 سنة وتدرج في المراحل السنية حتى صعد للفريق الأول موسم 1988–89 ، ولعب معه حوالي أربعة مواسم، ثم انضم للنادي الأهلي في موسم 1992–1993 ، وظل معه 10 مواسم متواصلة قبل أن يغادره. وانضم أيضًا لنادي إنبي موسمين قبل اعتزاله في عام 2004 ، واتجاهه إلى مجال التدريب.

وشارك مع المنتخب الوطني في دورة الألعاب الأولمبية الصيفية 1992 ، وله العديد من المباريات مع المنتخب الوطني خلال تصفيات كأس العالم وتصفيات كأس الأمم الأفريقية وكأس القارات.

## مسيرته التدريبية
عمل عدة سنوات في الجهاز الفني لنادي جاسكو بعدد من المناصب، ثم انتقل لتدريب قطاع البراعم بالأهلي عدة سنوات وحصل على بطولة منطقة القاهرة.

## الحياة الشخصية
له ابنان يلعبان كرة القدم هما: أحمد ياسر ريان مهاجم شاب في قطاع الناشئين بالنادي الأهلي، وإيهاب ياسر ريان من ناشئي النادي الأهلي ولاعب نادي الداخلية حاليًا.

## روابط خارجية
- ياسر ريان على موقع الاتحاد الدولي (مؤرشف)  (الإنجليزية)
- ياسر ريان على موقع قاعدة بيانات كرة القدم.إي يو (الإنجليزية)
- ياسر ريان على موقع ناشيونال فوتبول تيمز (الإنجليزية)
- ياسر ريان على موقع أوليمبيديا (الإنجليزية)
- رحلة الكرة المصرية في الدورات الأوليمبية